# Cauã Reymond
Cauã Reymond Marques, brazilski filmski in televizijski igralec * 20. maj 1980, Rio de Janeiro, Brazilija.